# Meiose

Principais eventos na meiose de uma célula hipotética que possui um par de cromossomos (2n=2)

Meiose é o processo de divisão celular através do qual uma célula tem o seu número de cromossomos reduzido pela metade.
Nos organismos de reprodução sexuada a formação de seus gametas ocorre por meio desse tipo de divisão celular. Quando ocorre fecundação, pela fusão de dois desses gametas, ressurge uma célula diplóide, que passará por numerosas mitoses comuns até formar um novo indivíduo cujas células serão, também, diplóides.
Nos vegetais, que se caracterizam pela presença de um ciclo reprodutivo haplodiplobionte, a meiose não tem como fim a formação de gametas, mas, sim, a formação de esporos. Curiosamente, nos vegetais a meiose relaciona-se com a porção assexuada de seu ciclo reprodutivo.
A meiose permite a recombinação gênica, de tal forma que cada célula diplóide é capaz de formar quatro células haplóides (três no caso da oogênese) geneticamente diferentes entre si. Isso explica a variabilidade das espécies de reprodução sexuada.
A meiose conduz à redução do número dos cromossomos à metade. A primeira divisão é a mais complexa, sendo designada divisão de redução. É durante esta divisão que ocorre a redução à metade do número de cromossomos. Na primeira fase, os cromossomos emparelham-se e trocam material genético (entrecruzamento ou crossing-over), antes de separar-se em duas células filhas. Cada um dos núcleos destas células filhas tem só metade do número original de cromossomos. Os dois núcleos resultantes dividem-se na Meiose II (ou Divisão II da Meiose), formando quatro células (três células no caso da oogênese). Qualquer das divisões ocorre em quatro fases: prófase, metáfase, anáfase e telófase.

## História
Em 1885, Friedrich Leopold August Weismann (1834-1914) propôs uma hipótese para explicar a constância do número de cromossomos de uma geração para outra. Ele previu acertadamente que, na formação dos gametas, devia ocorrer um tipo diferente de divisão celular, em que o número de cromossomos das células-filhas seria reduzido à metade.
Na época, a observação mais importante sobre o comportamento dos cromossomos na formação dos gametas estava sendo realizada no verme nematóide Ascaris megalocephala, atualmente chamado Parascaris equorum, a lombriga de cavalo. As células desses vermes apresentam apenas quatro cromossomos de grande tamanho, o que facilita seu estudo.
Três citologistas merecem referência especial nos estudos pioneiros sobre os cromossomos na meiose: os biólogos alemães Theodor Heinrich Boveri (1849-1922) e Oscar Wilhelm August Hertwig (1849-1922) e o biólogo belga Edouard van Beneden (1846-1912). Eles descobriram que, durante a formação dos gametas, ocorrem duas divisões celulares sucessivas, após uma única duplicação cromossômica, de modo que as quatro células-filhas formadas ficam com a metade do número de cromossomo existentes na célula original (como Weismann previu que deveria acontecer. Essas duas divisões consecutivas são semelhantes à mitose).

## Processo
É o tipo de divisão celular que leva à redução do número de cromossomos para metade, no qual ocorrem duas divisões nucleares sucessivas — Divisão I e Divisão II. Deste modo originam-se quatro células-filhas (três células-filhas no caso da oogénese) com metade do número de cromossomas da célula inicial, devido à separação dos cromossomos homólogos. Tendo cada célula-filha apenas um cromossoma de cada par de homólogos, esta é denominada célula haplóide (n).
A intérfase, que precede a meiose, é idêntica à que precede a mitose.

### Divisão I ou divisão reducional
Separação de homólogos, [2n] → 2 [n].

#### Prófase I
Fase de grande duração, devido aos fenômenos que nela ocorrem e que não são observados na mitose. Os cromossomos - já com as duas cromátides - tornam-se mais condensados.
Ocorre o emparelhamento dos cromossomos homólogos – Sinapse (complexo sinaptonémico), formando um Bivalente, Díada Cromossómica ou Tétrada Cromatídica (4 cromatídios). Durante a Sinapse, podem surgir pontos de cruzamento entre as cromátides dos cromossomos homólogos – Quiasmas (quiasmata), ao nível do qual pode ocorrer quebra das cromátides, levando a trocas de segmentos dos Bivalentes – Crossing-over (que contribui para o aumento da variabilidade dos descendentes).
Desaparece o nucléolo e a membrana nuclear. Os centríolos migram para os polos da célula e forma-se o fuso acromático.
A prófase I é dividida em cinco subdivisões: leptóteno, zigóteno, paquíteno, diplóteno e diacinese.

#### Metáfase I
Os bivalentes ligam-se aos microtúbulos do fuso acromático pelo centrômero, com os quiasmas no plano equatorial e os centrómeros voltados para os pólos opostos.

#### Anáfase I
A anáfase I é caracterizada pelo deslocamento dos cromossomos homólogos para pólos opostos na célula. Neste caso, diferentemente da mitose, as cromátides irmãs não se separam, o que ocorre é  disjunção dos pares homólogos duplicados (constituídos por duas cromátides unidas pelo centrômero).

#### Telófase I
Descondensação do nucléolo e formação de dois núcleos com metade do número de cromossomos.

### Citocinese
Pode não ocorrer – divisão do citoplasma, por ação do anel contráctil que leva à formação de duas células haploides (n).

### Intercinese
Entre a meiose I e a meiose II ocorre um pequeno intervalo chamado de intercinese. Nesse intervalo não ocorre duplicação de DNA.

### Divisão II ou divisão equacional
Separação das cromátides  2 [n] → 4[n].

#### Prófase II
É mais rápida que a prófase I. Os cromossomos tornam-se mais condensados (caso tenham descondensado na telófase I), desaparece a membrana nuclear e forma-se o fuso acromático.

#### Metáfase II
Os cromossomos ficam dispostos com os centrômeros no plano "equatorial" e com as cromátides voltadas cada uma para seu pólo, ligadas às fibras do fuso .

#### Anáfase II
Separam-se as duas cromátides irmãs, que passam a formar dois cromossomos independentes e ascendem para os pólos opostos.
A anáfase começa pela duplicação dos centrômeros, libertando as cromátides, que agora passam a ser denominadas cromossomos-filhos. Em seguida, as fibras cromossômicas encurtam, puxando os cromossomos para os pólos do fuso.

#### Telófase II
Na telófase II as cromátides irmãs são separadas, os cromossomos se descondensam, o fuso acromático se desfaz, a carioteca se refaz ao redor de cada lote cromossômico e os nucléolos reaparecem. A seguir, o citoplasma se divide (citocinese) formando duas células filhas. Na telófase I, duas células filhas são formadas, e cada uma sofre telófase II. Portanto, ao final da telófase II são formadas 4 células filhas provenientes de uma célula mãe.

### Citocinese
Por fim, formam-se quatro células-filhas haplóides denominadas de tétrades (três células no caso da ovogênese), contendo cada uma apenas um cromossomo de cada par de homólogos (ou dos hemiomólogos).

#### Meiose nos ciclos de vida
Num ciclo haplonte, a meiose é pós-zigótica. (exemplo: maioria dos fungos)
Num ciclo diplonte, a meiose é pré-gamética. (exemplo: homem e animais)
Num ciclo haplodiplonte, a meiose é pré-espórica. (exemplo: plantas)

## Importância da meiose
A meiose é fundamental para a manutenção da vida dos seres pluricelulares, pois é através dela que se formam as células de reprodução (gametas: espermatozoide e óvulo) que se juntam para formar o ovo, ou também conhecido como zigoto.

## Variação da quantidade de DNA durante a meiose
Na Intérfase que precedeu a Meiose, tal como na que precede a mitose durante a Fase S, a quantidade de DNA duplica por replicação. Só durante a Meiose vai ser reduzida duas vezes: primeiramente na Anáfase I - com a segregação dos Homólogos - e a seguir na Anáfase II - com a separação das cromátides.

## Meiose e fecundação como fontes de variabilidade
A meiose e a fecundação na reprodução sexuada são processos complementares, pois permitem que o número de cromossomos da espécie se mantenham constantes ao longo de gerações.
No ciclo de vida de um ser com reprodução sexuada, ocorrem duas fases:
- Haplófase - Que se inicia com a Meiose e leva à formação de células haplóides
- Diplófase - Que se inicia com a Fecundação e leva à formação de células diplóides.

### Meiose e recombinação genética
As células haplóides resultantes da Meiose, apesar de conterem o mesmo número de cromossomos, não são iguais a nível genético, pois na Metáfase I a orientação dos cromossomos homólogos é aleatória. Cada par de homólogos orienta-se independentemente da orientação dos outros pares.
O número de combinações possíveis de cromossomos nas células haplóides depende do número de cromossomos da célula diplóide, que é igual a 2n (em que n é o número de pares de homólogos).
Se tiver em linha de conta que ainda pode ocorrer crossing-over, de tal modo que se podem formar cromossomos com associações de genes completamente novas, então a possibilidade de combinações genéticas é extraordinariamente alta.
Logo, a meiose permite novas recombinações genéticas e possibilidade de aumentar a variabilidade das características da espécie.